# بیفیلد (ویسکانسین)
بیفیلد، ویسکانسین  (به انگلیسی: Bayfield) شهری در شهرستان بیفیلد ایالت ویسکانسین است که در سال ۱۹۱۳ بنیان‌گذاری شده‌است. این شهر طبق سرشماری سال ۲۰۱۰ میلادی ۴۸۷ نفر جمعیت داشته‌است.

## نگارخانه

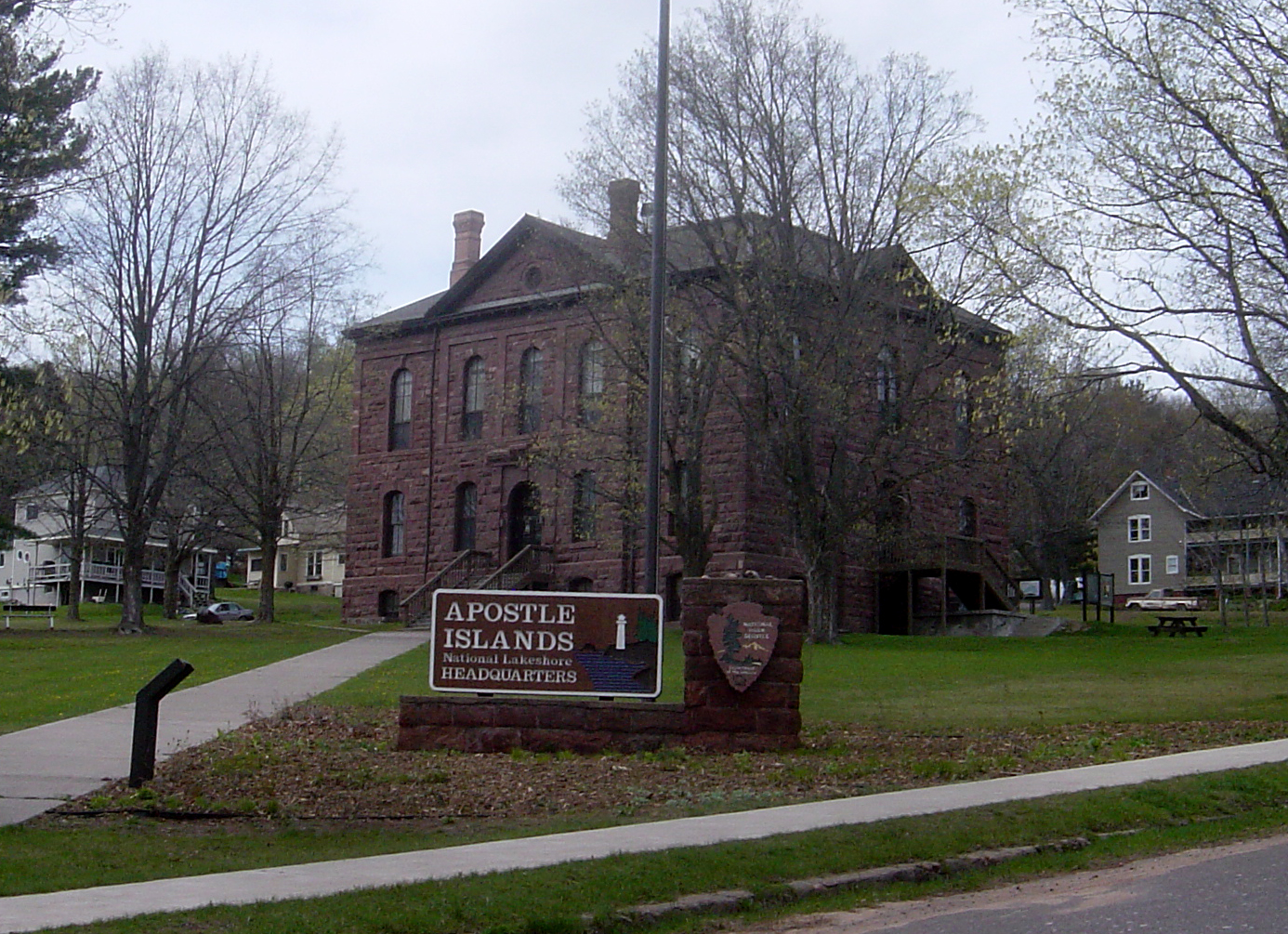
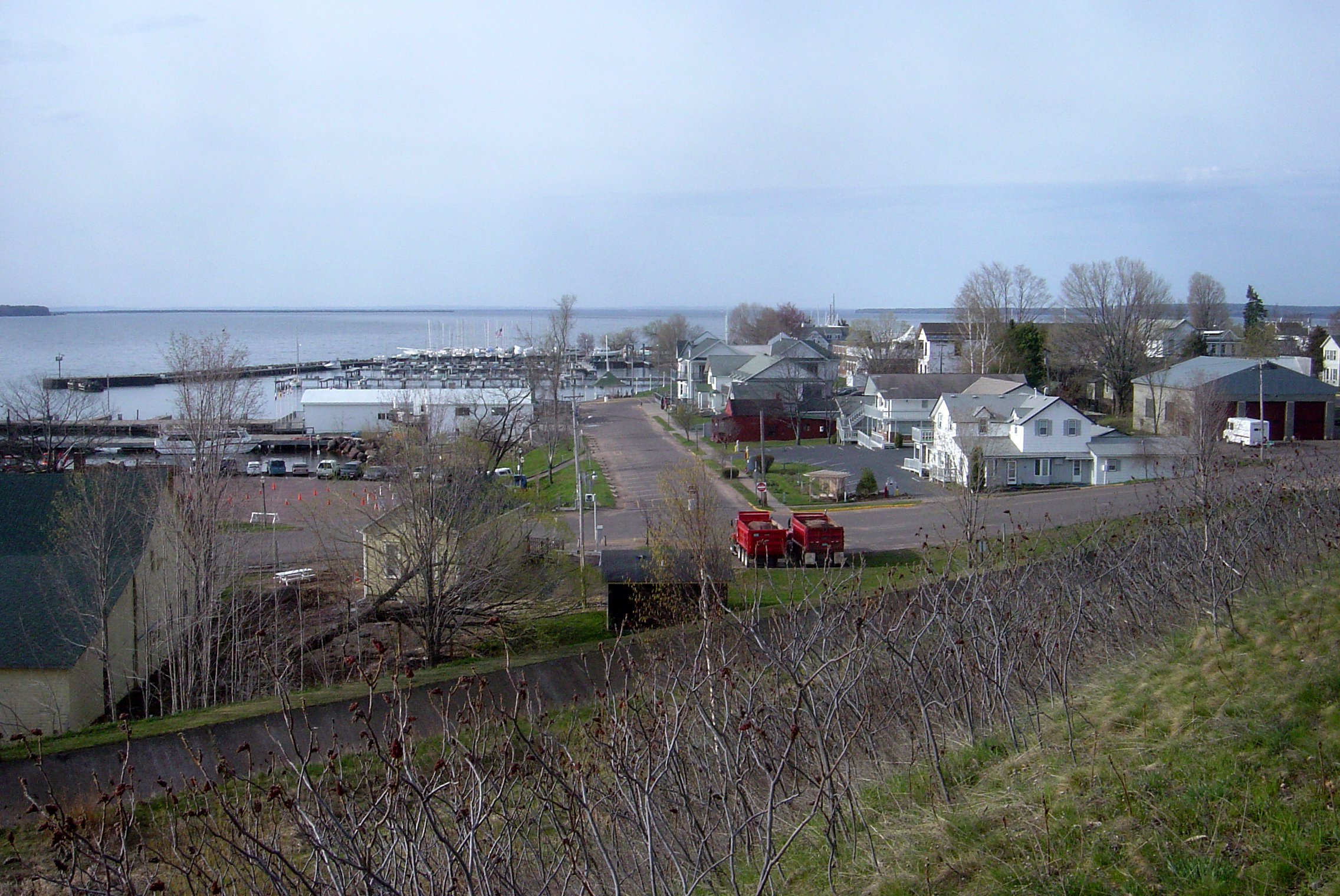
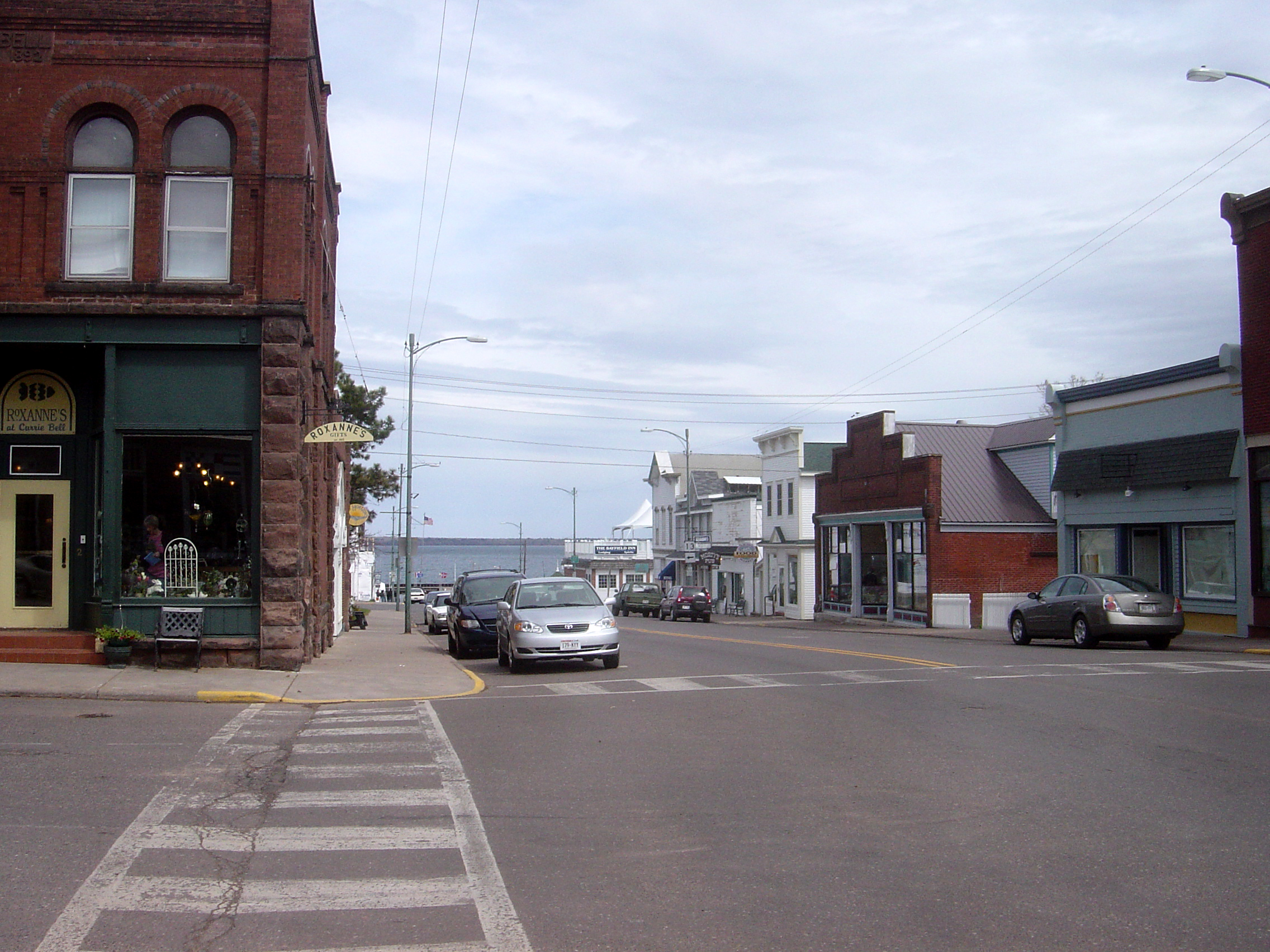
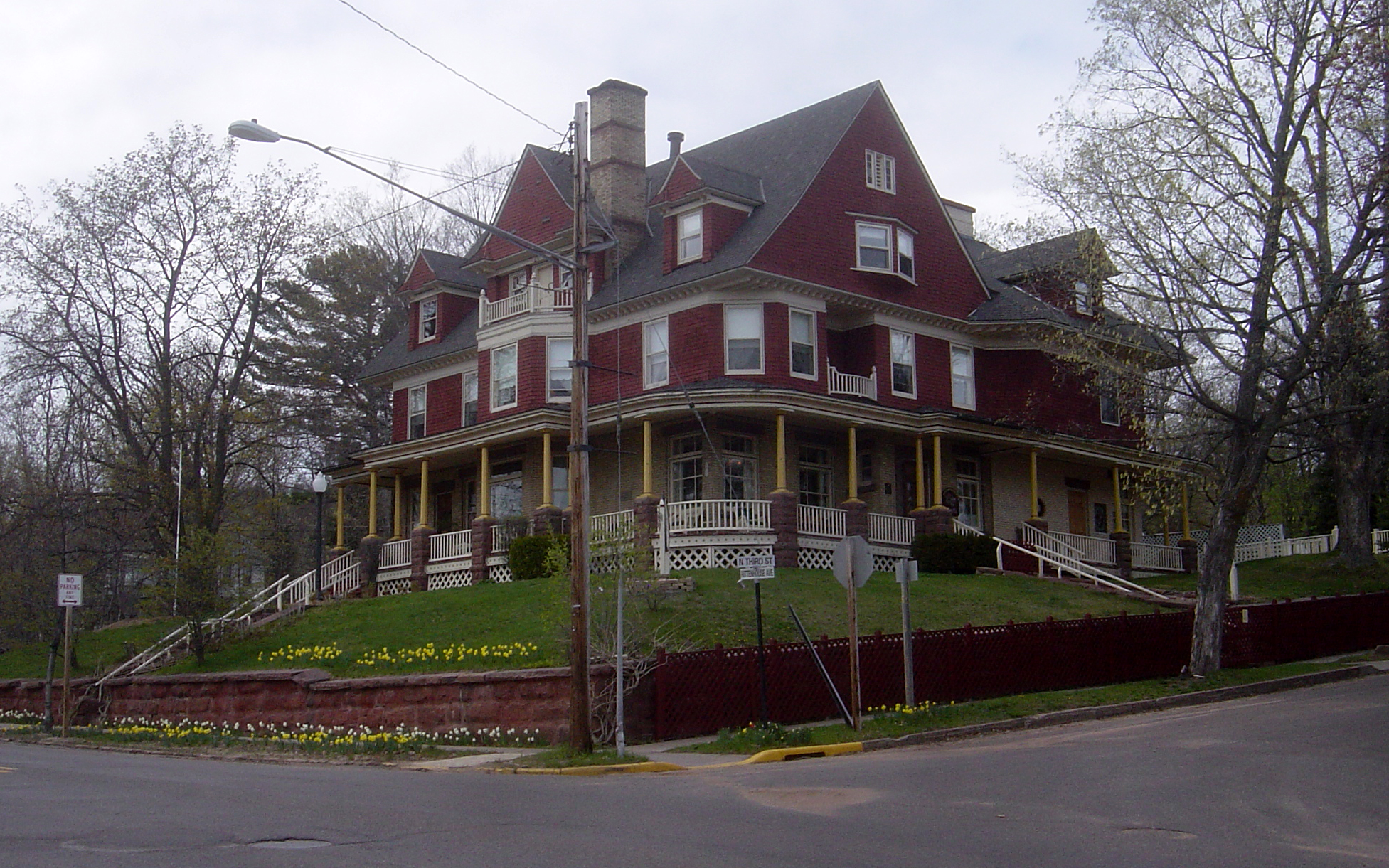